# Böckinger Straße 7 (Neckargartach)

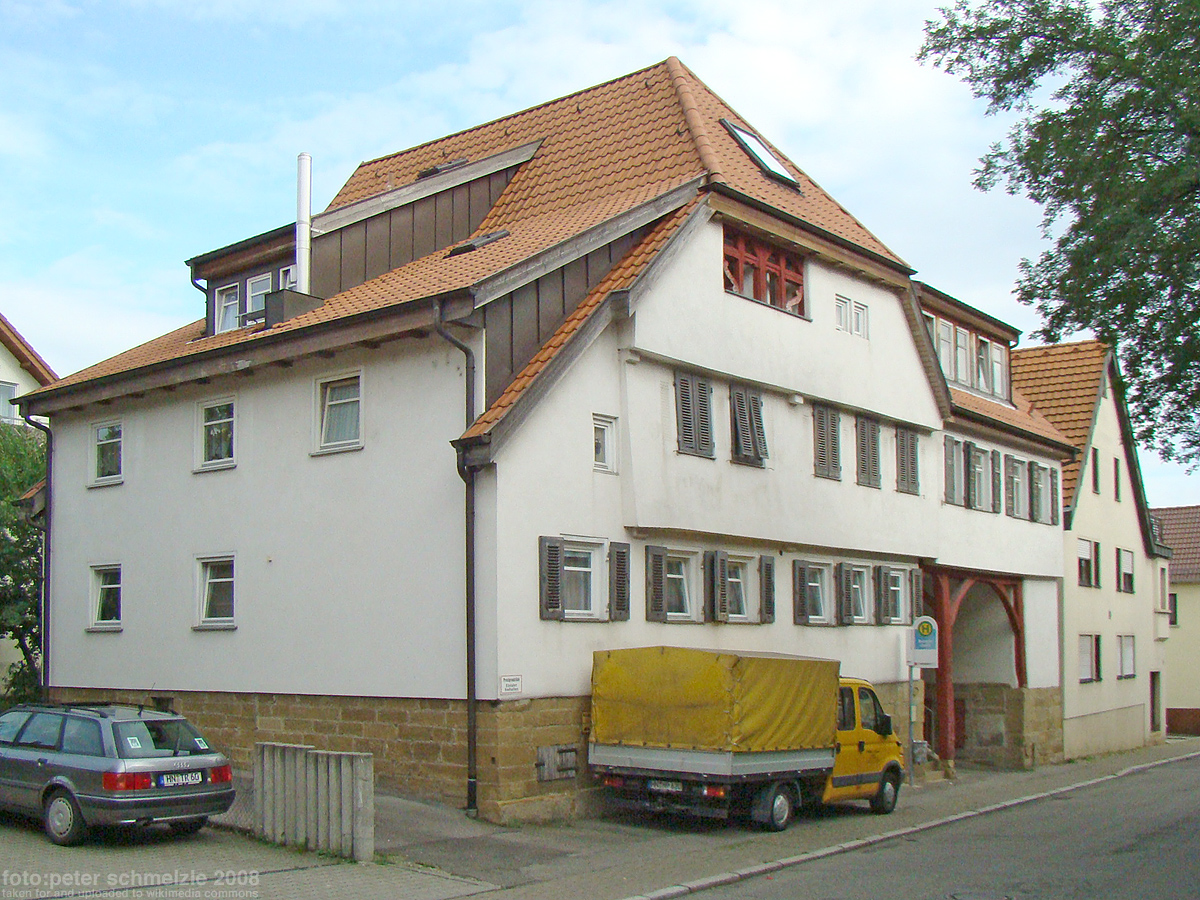
Wohnhaus Böckinger Str. 7

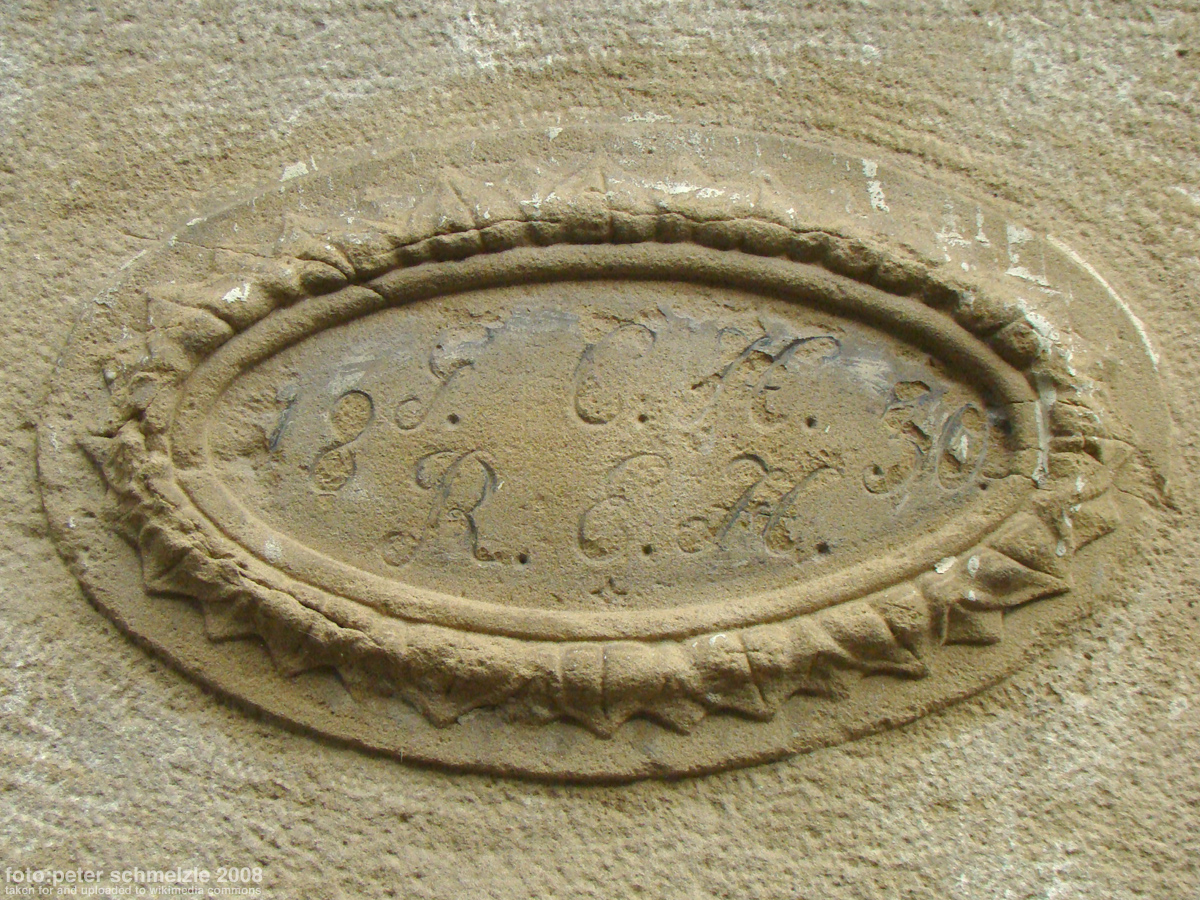
Fassadenschmuck aus dem 19. Jahrhundert

Das Wohnhaus an der Böckinger Straße 7 im Heilbronner Stadtteil Neckargartach ist ein privater Profanbau. Das denkmalgeschützte Gebäude gilt als Kulturdenkmal.

## Beschreibung
Das Wohnhaus Böckinger Straße 7 ist ein bäuerliches giebelständiges Wohnhaus, das in der Zeit nach dem Brand Neckargartachs 1675 errichtet und 1791 um einen traufständigen Gebäudetrakt erweitert worden ist.
Das giebelständige Gebäude mit verputztem Zierfachwerk im Giebel und im Obergeschoss stammt noch von der Zeit nach 1675. Es ist ein zweistöckiger Bau, wobei der weit vorkragende Fachwerkbau auf einem hohen, massiven Sandsteinsockel ruht. Auf einem Schwibbogen ruht ein traufständiger Fachwerkbau, mit dem 1791 eine Hofdurchfahrt überbaut wurde. Bemerkenswert ist das Datum der Bauaktion, welches am Kellerhals abzulesen ist, der sich in der Durchfahrt unterhalb des Treppenaufgangs befindet.

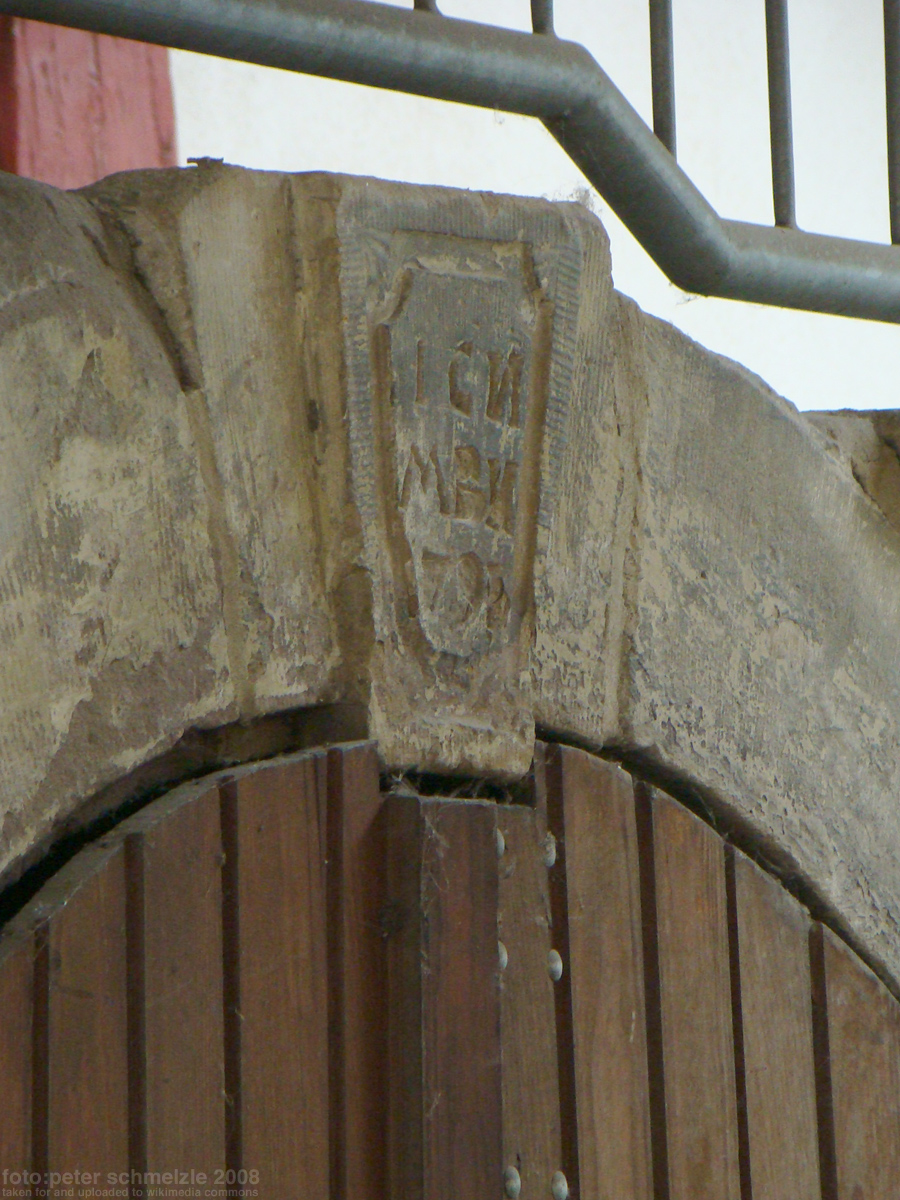
Detail vom Kellerhals
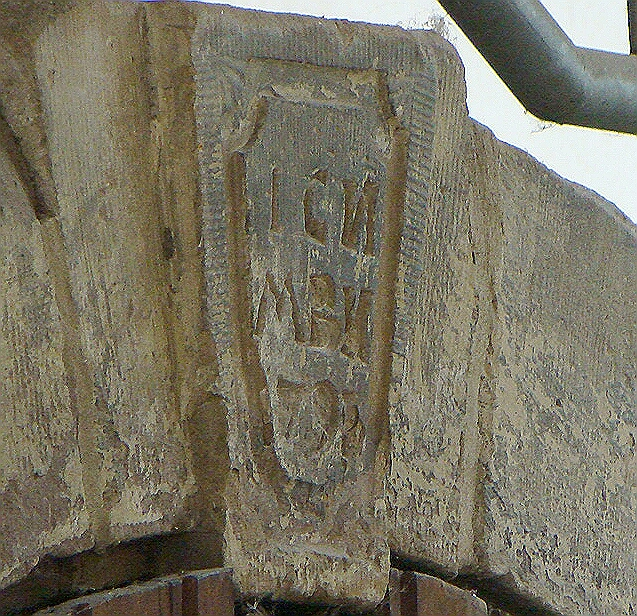
Schlussstein

## Geschichte
1950 war das Gebäude im Besitz der Witwe Emma Gumprecht. 1961 waren dort auch der Landwirt Gustav Gumprecht und die Rentnerin Marie Gumprecht gemeldet.